# Лагуна-Негра
Лагуна-Негра (Дифунтос; исп. Laguna Negra, Difuntos) — озеро в департаменте Роча на юго-востоке Уругвая.
Торфяная пыль, поднятая ветром, оседает на поверхности воды и придаёт ей чёрный цвет, из-за которого озеро и получило своё название.
Длина озера составляет 17 км, максимальная ширина — 13 км.
Площадь озера около 180 км². К востоку от озера, на побережье Атлантического океана, расположен национальный парк Санта-Тереса. К западу от озера находится «Colonia Don Bosco», одна из самых богатых экосистем в регионе, здесь представлены многие виды флоры и фауны. Одних птиц в районе озера обитает около 120 видов.

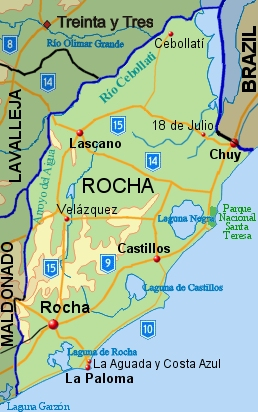
Карта департамента Роча, в котором сосредоточены крупнейшие лагунные озёра Уругвая